# Bufuralol
Bufuralol es un potente betabloqueador con actividad agonista parcial. Es metabolizado por CYP2D6.